# 博哈特爾 (札波羅熱州)
46°37′40″N 35°16′56″E / 46.62778°N 35.28222°E

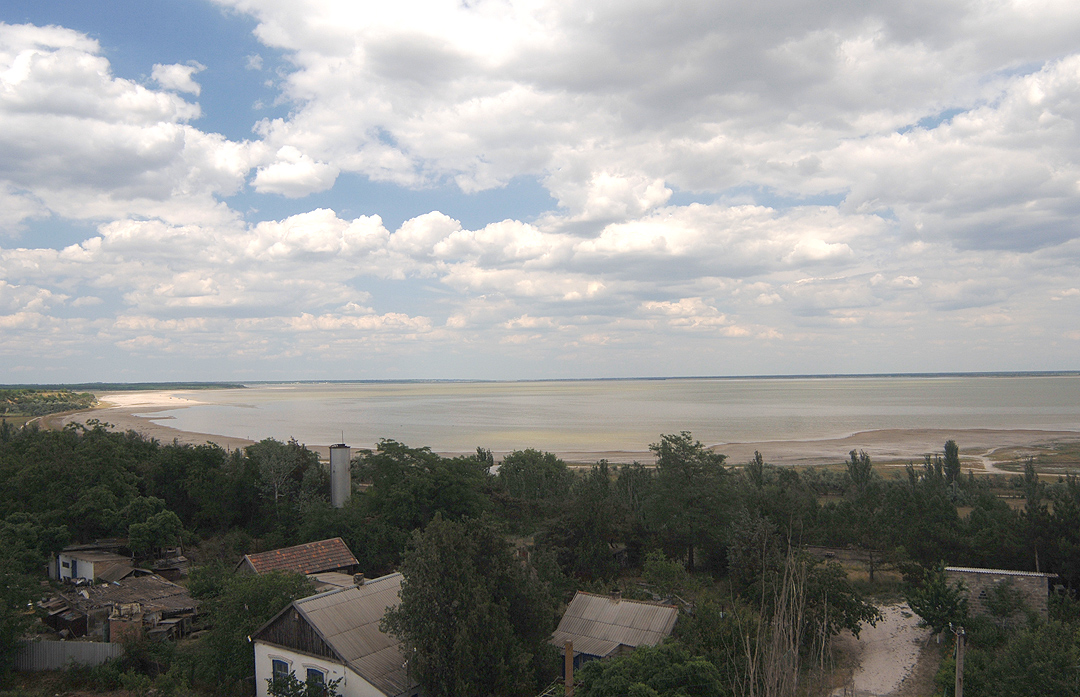

博哈特爾（羅馬化：Bohatyr）是位於烏克蘭東南部的村莊，由扎波羅熱州梅利托波爾區的亞基米夫卡市鎮負責管轄。該村始建於1848年，面積0.1平方公里，海拔高度13米，2001年人口166，人口密度每平方公里1,660人。